# Luan Weber
Luan José Weber (Seara, 12 de fevereiro de 1991) é um voleibolista indoor brasileiro, atuante na posição de Oposto, que serviu a Seleção Brasileira nas categorias de base, sendo na categoria infanto-juvenil medalhista de prata no Campeonato Sul-Americano em 2008, realizado no Brasil. Já na categoria juvenil conquistou a medalha de ouro no Campeonato Sul-Americano de 2010 no Chile e na categoria adulto conquistou o ouro na Copa Pan-Americana de 2013, sediada no México.

## Carreira
Os primeiros passos de Luan com perspectivas de carreira profissional deu-se no time de Chapecó/SC na temporada 2007-08, também neste Estado representou a cidade de Bom Jesus.Desde as categorias de base compõe o elenco da Seleção Brasileira, sendo sua primeira convocação para atuar na categoria infanto-juvenil, quando disputou o Campeonato Sul-Americano  de 2008 realizado em Poços de Caldas-Brasil, conquistando o vice-campeonato.Representou a cidade de Joinville nos Joguinhos Abertos de Santa Catarina de 2007 conquistando o ouro.
Transferiu-se para o Joinville/SC na temporada 2008-09, 
e representando a cidade de Chapecó conquistou o ouro nos Joguinhos Abertos de Santa Catarina; ainda em 2008 representou a Seleção Catarinense na Divisão Especial do Campeonato Brasileiro de Seleções, categoria infanto-juvenil, no qual obteve o vice-campeonato, edição que foi realizada em Patos de Minas.
No ano seguinte representou a Seleção Catarinense na edição do Campeonato Brasileiro de Seleções, primeira divisão na categoria juvenil, encerrando com o vice-campeonato, Ocorrido na cidade de Belo Horizonte ; e neste mesmo ano representou o Brasil no Campeonato Mundial Infanto-Juvenil realizado cidades italianas de Jesolo e Bassano del Grappa não desempenhando  uma boa campanha so terminou apenas na nona colocação.
Luan foi contratado pelo Soya/Blumenau/Furb/Barão para temporada 2009-10 ao competir por esta equipe  a Superliga Brasileira A 2009-10 terminou na décima segunda posição.
Representou a cidade de  Jaraguá do Sul/SC  na edição dos Joguinhos Abertos de Santa Catarina de 2010 ocorridos na cidade de Criciúma, na qual conquistou o ouro e neste mesmo ano foi convocado para Seleção Brasileira, desta vez na categoria Juvenil, tal convocação  visava o Campeonato Sul-Americano de 2010 sediado em Santiago-Chile , competição na qual disputou e conquistou o ouro.
Renovou contrato com a equipe catarinense, que utilizou o nome-fantasia de  Soya/Blumenau/Martplus na temporada 2010-11 ocupou a décima terceira posição na Superliga Brasileira A 2010-11.
Na categoria juvenil disputou pela Seleção Brasileira o Campeonato Mundial  de 2011 ,mas não conseguiu chegar ao pódio mais uma vez em mundiais da categoria de base, terminando na quinta posição,nesta edição vestiu a camisa #16 e ocupou a décima quarta posição entre os maiores pontuadores registrando 89 pontos, foi o sétimo Melhor Atacante,quinquagésimo entre os melhores bloqueadores,além do vigésimo sexto lugar entre os atletas de melhor saque e o trigésimo quarto  lugar entre os melhores no fundamento de defesa.
Ainda em 2011 acertou com o Sesi-SP e conquistou o título do Campeonato Paulista de 2011, numa curta passagem  passou atuar também no mesmo ano pelo APAV/Kappersberg/Canoas .E  no ano seguinte representou a Aprov/Unoesc/Chapecó na conquista do seu bicampeonato  nos Jogos Abertos de Santa Catarina de 2012 realizado na cidade de Caçador.E em 2012 é contratado pelo UFJF e disputou as competições 2012-13, conquistando o título da Superliga Brasileira B 2012, credenciando a equipe para a Superliga Brasileira A 2012-13.
Em 2013, voltou assinar contato com APAV/Kappersberg/Canoas conquistando o Ouro no Campeonato Gaúcho no mesmo ano  e neste mesmo ano é convocado para Seleção Brasileira de Novos, conquistando o ouro na Copa Pan-Americana sediada na Cidade do México, entrando com a camisa#21na equipe nas semifinais, contribuindo com 12 Pontos  para vitória sobre a representação de Porto Rico e a classificação para final e na final  diante da Seleção Mexicana contribui com seis pontos na conquista do ouro. Luan também foi convocado para  Treinar para representar a Seleção Brasileira na categoria sub-23 em preparação para a primeira edição do Mundial Sub-23.Devido à lesão sofrida nos ligamentos do joelho, Luan não pode disputar o Mundial Sub-23 De 2013 e ficou afastado por alguns meses do seu clube,  não podendo reforçá-lo na Superliga Brasileira A 2013-14.
Luan foi contratado em 2014 pelo Ziober Maringá Vôlei para o período esportivo 2014-15 e conquistou o título da  Copa Ginástica Asics/Paquetá Esportes de 2014.Por essa equipe alcançou o sexto lugar na Superliga Brasileira A 2014-15 e encerrou na sétima posição na Copa Banco do Brasil 2015, cuja fase final foi disputada em Campinas.
Foi contratado pelo Sada Cruzeiro Vôlei  para as competições de 2018-19 e conquistou o título do Campeonato Mineiro de 2018, na sequência conquistou o vice-campeonato da Supercopa Brasileira de 2018 realizada em Belo Horizonte.

## Títulos e resultados
- Copa Brasil de Voleibol:2018 [1][15]
- Supercopa Brasileira de Voleibol:2018[37]
- Superliga Brasileira B:2012[1][15]
- Campeonato Mineiro:2018[35]
- Campeonato Gaúcho:2013[1]
- Campeonato Paulista:2011[1]
- Campeonato Brasileiro de Seleções Juvenil (1ª Divisão):2009[1][7]
- Campeonato Brasileiro de Seleções Infanto-Juvenil (Divisão Especial):2008[2]
- Jasc:2012[26]
- Joguinhos Abertos de Santa Catarina:2007[2], 2008[2] e 2010[13]
- Copa Ginástica Asics/Paquetá Esportes:2014[32]

## Premiações individuais
- Melhor Oposto do Campeonato Sul-Americano de Clubes de 2020